# Rock N Roll
Pour les articles homonymes, voir Rock 'n' roll (homonymie).
Singles de Avril Lavigne
Here's to Never Growing Up
(2013) Let Me Go
(2013)
Rock N Roll est une chanson de la musicienne canadienne Avril Lavigne, issue de son album Avril Lavigne. La chanson a été publiée en tant que deuxième single le 27 août 2013 via la Epic Records.
La chanson a été écrite et composée par Avril Lavigne, Chad Kroeger, David Hodges, Peter Svensson, Rickard Goransson et Jacob Kasher Hindlin et produite par Peter Svensson et Martin Johnson.
En Asie, le single' s'est classé à la première position en Corée du Sud, à la 48e au Japon via l'Oricon et 5e via le Japan Hot 100. En Amérique du Nord, Rock N Roll s'est classé 37e au Canadian Hot 100 et 91e au Billboard Hot 100.

## Vidéoclip
Bien que les personnages soient réels, le clip s'inspire des cartoons. Avril Lavigne y tient le rôle d'une guerrière. Un moment donné, elle embrasse langoureusement sa coéquipière (Danica McKellar).

## Charts
| Pays                      | Charts            | Meilleure position | Nombre de semaines | Réf    |
| ------------------------- | ----------------- | ------------------ | ------------------ | ------ |
| Australie                 | ARIA Charts       | 45                 | 2                  | [ 8 ]  |
| Belgique (néerlandophone) | Ultratop          | 17                 | 5                  | [ 9 ]  |
| Belgique (francophone)    | Ultratop          | 29                 | 4                  | [ 10 ] |
| Canada                    | Canadian Hot 100  | 37                 | 2                  | [ 5 ]  |
| Corée du Sud              | Gaon Chart        | 1                  | ?                  | [ 2 ]  |
| États-Unis                | Billboard Hot 100 | 91                 | 1                  | [ 6 ]  |
| France                    | SNEP              | 128                | 1                  | [ 11 ] |
| Japon                     | Japan Hot 100     | 5                  | 6                  | [ 4 ]  |
| Japon                     | Oricon            | 48                 | 3                  | [ 3 ]  |
| République tchèque        | IFPI              | 17                 | 5                  | [ 12 ] |
| Slovaquie                 | IFPI              | 64                 | 5                  | [ 13 ] |